# Feira Nova do Maranhão
Feira Nova do Maranhão este un oraș în unitatea federativă Maranhão (MA), Brazilia.